# 처녀 시절
"처녀 시절"은 한국에서 제작된 이성구 감독의 1973년 영화이다. 허장강 등이 주연으로 출연하였고 서종호 등이 제작에 참여하였다.

## 출연

### 주연
- 허장강
- 최불암
- 이영옥